# Isothecium algarvicum
Isothecium algarvicum är en bladmossart som beskrevs av W. E. Nicholson och Hugh Neville Dixon 1912. Isothecium algarvicum ingår i släktet svansmossor, och familjen Brachytheciaceae. Inga underarter finns listade i Catalogue of Life.